# ラスマインズの戦い
ラスマインズの戦い（英語：Battle of Rathmines）は、三王国戦争（清教徒革命、アイルランドに限定してはアイルランド同盟戦争の最中、ダブリン郊外のラスマインズ（en）にて行われた戦い。ダブリンを保持するマイケル・ジョーンズ（en）指揮下のイングランド議会派（円頂党）の軍勢と、オーモンド侯ジェームズ・バトラー率いるアイルランド・カトリック同盟およびイングランドの王党派（騎士党）とがぶつかった。
カトリック同盟および王党派軍は総崩れとなり、数日後に到着したオリバー・クロムウェルとニューモデル軍の上陸は容易となった。彼らは4年をかけてアイルランド侵略（征服） を完了することになる。

## 背景
1641年の反乱（アイルランド反乱）以来、アイルランドは9年間にわたり戦争状態となっていた。その間、アイルランドの大部分はキルケニーを首都とするアイルランド・カトリック同盟（アイルランド人カトリック教徒による組織）の支配下にあった。
イングランド内戦においては、アイルランドを再占領しカトリックを抑え込みアイルランド人カトリック教徒の地主層を破壊することを確約していたイングランド議会に対して、カトリック同盟はイングランド王党派と同盟を結んでいた。多くの内部論争の末、カトリック同盟はチャールズ1世（彼は間もなくランプ議会に処刑されることになる）との平和条約に署名した。これは王党派軍をアイルランドに受け入れ、カトリック同盟軍を王党派指揮官の（特にオーモンド侯ジェームズ・バトラーの）指揮下に入ることに同意するものであった。
1649年には、イングランド議会はアイルランドのわずかな2地域だけを保有するだけとなっていた。ダブリンとデリー（ロンドンデリー）である。

## 戦闘

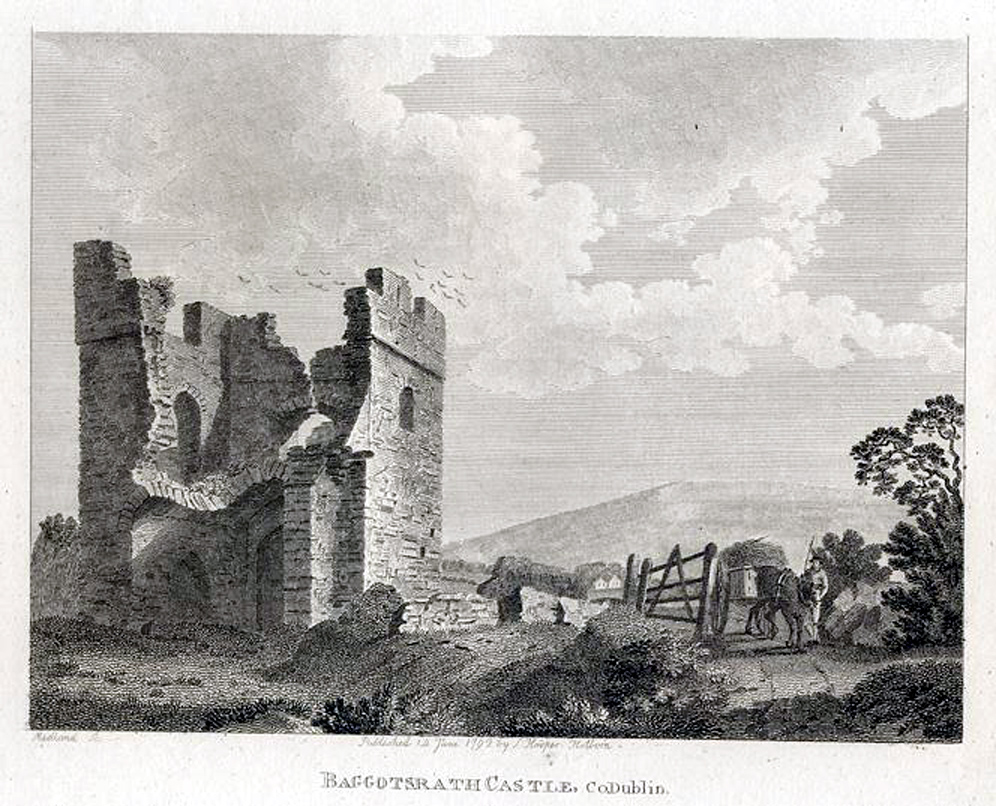
1792年のバゴットラス城 (Baggotsrath Castle)

1649年、議会派の駐屯軍（彼らは1647年に上陸した）から都市を奪取するためオーモンド侯は11000の兵を率いてダブリン近郊へ進軍した。ラスファーナム城（en）を落としたオーモンド侯はラスガー（en）のパーマストン・パーク（Palmerston Park）に陣を構えた。オーモンド侯の陣からダブリン市までは、現在では完全に都市化されているが、1649年においては開けた田園地帯だった。オーモンド侯は周囲の村を落として軍を少しずつダブリンに近づけていき、バゴットラスの荒れ城（現代のバゴット・ストリート・ブリッジの一角）を占領するため別働隊を送り込んだ。
しかし、オーモンド侯はマイケル・ジョーンズが打って出てくるとは思っておらず、戦いに際して兵を引き揚げさせなかった。8月2日、王党派からすれば不幸にも、ジョーンズはまさに不意打ちという具合に5000の兵をもってアイリッシュタウン（en）側から攻め立て、バゴットラスにいたオーモンド侯の軍は這々の体で陣に後退した。
すでに遅かったが、オーモンド侯とその指揮官たちは何が起きたかを理解し、部隊を小出しに展開して議会軍の進軍を遅らせようとした。このため彼らは戦闘隊形を整えることができた。しかしジョーンズの騎兵隊は、彼らに対して繰り出される部隊の側面をつき、それらもラスマインズのタウンランド（区画地。en）を通って南に敗走した。敗走する王党派とカトリック同盟は追い打ちしてきた議会軍に打ち取られ、戦いは総崩れとなった。王党派部隊は第6代インチクィン男爵（後の初代インチクィン伯爵）マロー・オブライエンの下に集まり、殿として規律のとれた抵抗を行って、戦いは終結した。
オーモンド侯は失った兵は1000に満たないと主張し、ジョーンズは王党派・カトリック同盟あわせて4000を討ち取って2517人を捕虜とし、こちらへの被害は軽微であったと主張した。現代の歴史家たちはジョーンズを信じる傾向があるが、当時の戦において、もし軍団が敗走して追い打ちされたならば膨大な犠牲者が出て、一方で追い打ちをかけた側は軽微であるということが一般的であったためである。オーモンド侯もすべての牽引砲と荷物、補給品を失っている。
戦いの余波は、オーモンド侯はダブリン周辺から残りの軍を引き揚げ、8月15日のオリバー・クロムウェルと熟練兵15000の都市上陸（これはリングセンド（en）から上陸した）を許すことになる。クロムウェルはこの戦いを、神が自身のアイルランド征服を認めたあかしとしての「驚くべき慈悲」と呼んだ。ラスマインズにおけるジョーンズの勝利抜きにしてはアイルランドでのニューモデル軍が上陸する港を保持しえず、クロムウェルのアイルランド侵略はより困難なものであった。ラスマインズとその後のオーモンド侯の無能な指揮ぶりはカトリック同盟に王党派との同盟を幻滅させ、彼は翌1650年にアイルランド軍の指揮官を追い出されている。

## ローカルトリビア
戦いはいくつかの名所にその名前を与えている。現代のアッパー・カムデン通り（Upper Camden street）の角にあるパブ「The Bleeding Horse（血まみれ馬）」は、ラスマインズの戦いののち傷ついた馬が居酒屋の中にぶらついてきたという1649年に開店した。これはオーナーに自身の店に「The Bleeding Horse」という名前をつけさせた。加えて、ラスガーの一角（今は建物が建ってしまっている）は以前は「Bloody Fields（血みどろ野）」として知られていた。ここは逃亡する王党派兵士数人が議会派の騎兵隊に追いつかれ、殺されて後に葬られた場所と信じられていた。